# Vădăstrița
Vădăstrița è un comune della Romania di 3 514 abitanti, ubicato nel distretto di Olt, nella regione storica dell'Oltenia.